# منطقة شاندولي
شاندولي رمزها «CD» (بالإنجليزية: Chandauli)‏ ، هو تقسيم إداري لدولة الهند تتبع ولاية أتر برديش (بالإنجليزية: Uttar  Pradesh)‏ ، مركزها هو مدينة شاندولي (بالإنجليزية: Chandauli)‏ عدد سكانها حسب تعداد سنة 2001 هو 1,639,777 ، مساحتها 2,554 كم² وكثافة السكان 642 لكل كم² .